# Animismus (Religion)
Der Begriff Animismus (von altgriechisch ἄνεμος ánemos, deutsch ‚Wind, Hauch‘, wie lateinisch animus, als anima später in religiösen Zusammenhängen auch Seele oder Geist) beschreibt zunächst allgemein den „Glauben“, dass lebende Wesen wie unbelebte Objekte eine Seele besäßen.
Mit dem Begriff des Animismus decken bzw. deckten die Religionswissenschaften und die Ethnologie drei unterschiedliche Bedeutungsfelder ab:
1. Grundsätzlich steht der unscharfe Begriff Animismus für die spirituell-religiösen Vorstellungen einer Allbeseeltheit, die vor allem in den ethnischen Religionen eine große Rolle spielt: Jeglichen oder bestimmten Objekten der Natur wird eine „persönliche“ Seele oder ein innewohnendes Geistwesen zugesprochen, welches mit den gleichen Eigenschaften und Fähigkeiten wie der menschliche Geist ausgestattet ist.[3][4]
2. In Zusammenhang mit dem heute überholten Evolutionismus war der Animismus eine religionswissenschaftliche Theorie, nach der dieser Glaube entweder das älteste oder zumindest eines der ältesten Phänomene religiöser Vorstellungen des Menschen sei.[3]
3. Im umgangssprachlichen und im theologischen Gebrauch wird der Begriff Animismus als Synonym für alle ethnischen Religionen verwandt. Kritiker betrachten diesen Sprachgebrauch als pejorativ (abwertend)[3] und weisen auf die Verwechslungsgefahr mit der überholten Animismus-Theorie hin.[5][6]

Die Bezeichnung Animismus wurde im Rahmen der Forschungen von Edward Burnett Tylor 1871 in seinem Werk Primitive Culture, Researches into the Development of Mythology, Philosophy, Religion, Art and Custom zur Bezeichnung bestimmter Geister- und Seelenvorstellungen bestimmter Völker (angeblich) früher gesellschaftlicher Entwicklungsstufen eingeführt.
In der Philosophie des Geistes wird Animismus für (historische) dualistische Vorstellungen verwendet, bei der alle physischen Wirkungen durch die Psyche verursacht werden („Alles ist Geist“).
Bisweilen wird auch das philosophische Konzept des Panpsychismus fälschlicherweise als Animismus gedeutet: Dabei geht es jedoch nicht um eine dem Menschen ähnliche Allbeseeltheit, sondern um die Theorie, dass geistige Fähigkeiten aus unphysikalischen, vorbewussten Phänomenen entstanden sind, die in irgendeiner Form in jeglicher Materie vorhanden sind.

## Animistische Religiosität und Spiritualität („Allbeseeltheit“)
„Flüstere zu den Felsen, in dem Versteckten lauscht etwas, nimmt das Wort entgegen, führt es weiter und vollendet es.“

Werden Objekte der Natur – Tiere (bisweilen auch ganze Tiergruppen), Pflanzen, Quellen, Felsen, Berge uvm. – als beseelt betrachtet, so spricht man im ethnoreligiösen Fachjargon von animistischen Auffassungen. In vielen Kulturen werden solche „inneren Wesen“ der Menschenseele gleichgesetzt, während die äußere Erscheinung nicht mehr ist als das real Wahrgenommene. In Reinform sind solche Ideen vor allem bei Jäger-Sammler-Kulturen verbreitet.
„Animisten“ betrachten jeden noch so kleinen Teil der Welt, der von ihnen als beseelt aufgefasst wird, als einen Ehrfurcht gebietenden Kosmos. Für sie gibt es keinen Unterschied zwischen spiritueller Welt und materieller Welt.
Obwohl es keine einheitlichen animistischen Vorstellungen gibt, lassen sich doch einige wesentliche Merkmale aufzeigen, die im Allgemeinen vorkommen. So ist dem animistischen Denken jeder religiöse Überbau fremd. „Heilig“ im Sinne von „respektgebietend“, aber auch „respektfordernd“, sind Erscheinungen der natürlichen Umwelt in den meisten Ausprägungen: In jedem beseelten Stein, jeder -Pflanze, jedem -Tier und jedem -Menschen, auch an jedem -Ort entwickelt „Lebenskraft“ einen eigenen Willen, der natürlichen Regeln folgt.
Die Vorstellung der Beseeltheit der Objektwelt ist auch im japanischen Volksglauben noch zu finden: Gebrauchs- und Alltagsgegenstände und vor allem weggeworfene Dinge können zum Leben erwachen und dann als Tsukumogami mehr oder weniger harmlose Verwirrung anrichten.
Typische Kennzeichen von Glaubenssystemen mit einer animistischen Basis sind:
- das Fehlen von allmächtigen, monotheistischen Göttern, obgleich es meist ein „höchstes Wesen“ (oftmals einen Herren der Tiere) gibt.[10]
- Es sind gerade unmittelbare Naturerscheinungen, die selbst beseelt sind, und mit denen der Mensch auf verschiedene Weise kommunizieren kann.
- die Diesseitsorientierung und das daraus resultierende Verhalten hat in erster Linie die Sicherung der Existenz im Diesseits zum Ziel.
- die Vorstellung, dass der Mensch einen Körper und mindestens eine Seele hat, die in gewisser Unabhängigkeit vom Menschen existiert. Sie ist ein zweites Ich des Menschen in der geistigen Welt. Verlässt dieses geistige Doppel den Menschen dauerhaft, wird er krank, schwach und kann sterben. Der Mensch lebt also in zwei Welten gleichzeitig, nach dem Tod des Körpers nur noch in der jenseitigen Welt.[11]

## Die religionswissenschaftliche Animismus-Theorie
Die Theorie vom Animismus als umfassender „Urreligion“ ist heute – nach Auffassung einer bestimmten Denkrichtung – nur noch ein wissenschaftshistorisch relevantes Konzept; für Andere behält der Begriff seine Relevanz und der Animismus seine religionshistorische Stellung an den Anfängen der Evolution. Das ist eine Position, wie sie etwa Edward B. Tylor vertrat. Er war es auch, der den Begriff 1871 in die wissenschaftliche Diskussion einführte. Nach Tylor ist Animismus die früheste von Menschen entwickelte Form der Religion. Grundvoraussetzung war nach seiner Vorstellung die Idee einer persönlichen, leibunabhängigen, frei beweglichen Seele, die zwangsläufig auch den Glauben an eine Weiterexistenz nach dem Tod, Wiedergeburt u. Ä. einschloss. Obwohl die Ethnographie ein breites Spektrum an voneinander abweichenden Darstellungen belegt, vereinheitlichte Tylor diese Ideen und schrieb zudem auch leblosen Geräten und Gütern prinzipiell eine „Gegenstandsseele“ zu. Er schlussfolgerte, dass sich daraus zuerst noch objektgebundene, später freie, übergeordnete Geister und schließlich die Götter entwickelt haben sollen, um zuletzt in der zentralen Gestalt eines einzigen Gottes oder in einem allgemeinen Pantheismus (Gott = Welt) aufzugehen.
Die Menschen hätten nach Tylor ihre frühesten Gesellschaftssysteme auf Grundlage des Animismus gebaut, um zu erklären, warum Dinge geschehen. Als er dies veröffentlichte, galt seine Theorie als politisch radikal, weil sie Völkern ohne Buchreligion zugestand, tatsächlich eine Religion zu haben.
Neben Tylor entwickelten Herbert Spencer und John Lubbock die Theorie, der Glaube an Seelen und Geister sei die Vorstellung aller ursprünglichen religiösen Vorstellungen: Der „primitive“ Mensch in einer relativ frühen menschheitsgeschichtlichen Entwicklungsstufe habe aus den Erfahrungen in seiner Umwelt abgeleitet, dass er etwas habe, das seinen Leib bei Krankheit, Traum und Schlaf zeitweilig und im Tod endgültig verlasse: die Seele.
Spätere Abstraktionsstufen hätten daraus Geister entwickelt, Seelen von Toten, von Tieren, Pflanzen, Gegenständen, die in relativer Selbständigkeit auf das Leben des Menschen einwirken und deren Verhalten der Mensch durch rituelle Kontaktaufnahme beeinflussen können. Weitere Abstraktion habe daraus die Vorstellung von Göttern und schließlich von einer monistischen Gottesvorstellung hervorgebracht. Diese evolutionistische Theorie der Entstehung religiöser Vorstellungen, der zufolge der Glaube an Geister das unbedingt notwendige Durchgangsstadium aller religionsphilosophischen Entwicklungen – sozusagen das „Minimum der Religionsvorstellung“ – sei, wurde zwischen 1905 und 1909 mit philosophischen und psychologischen Argumenten von Wilhelm Wundt untermauert: Durch Einfühlung projiziere der Mensch das eigene Ich und dessen Ängste auf die Objekte, die sie für beseelt halten; sie leben im Bann ihrer Projektionen. In der nächsten Entwicklungsstufe des Totemismus sehen sie die Seelen ihrer Ahnen in einem Schutztier verkörpert.
Die Hoffnung des zunächst unter dem Einfluss der Romantik, später unter dem des Evolutionismus stehenden 19. und frühen 20. Jahrhunderts, durch die Erforschung der sogenannten „Naturvölker“ zur „Urreligion“ der Menschheit vorzudringen, gilt für bestimmte, theoretische Strömungen bzw. Tendenzen heute als obsolet. Diese Ethnien seien keine „Urvölker“ oder Vertreter einer „Urkultur“ der Menschheit, sondern Zeitgenossen, deren Geschichte im Vergleich zu Industriegesellschaften anders verlaufen sei und verliefe. Dem Inhalt nach ist uns diese Entwicklung meist unbekannt – mit Ausnahme der rezenten Perioden, also z. B. den Indianerkriegen in Amerika, die zum Niedergang von Indianerkulturen führten –, dürfe aber als langfristig angenommen werden.
Das Wissen über die Anfänge religiöser Vorstellungen ist in der Religionshistorie, also der anthropologisch-prähistorischen Forschung, begrenzt. Demgemäß müsse auch die Hypothese eines einstmals „reineren“ Gottesglaubens der „Urvölker“ (der „Urmonotheismus“ nach Wilhelm Schmidt) als eine spekulative Option neben vielen anderen verstanden werden; ebenso alle älteren evolutionistischen Konstruktionen über Präanimismus, Animismus und Manismus. Auf Grund des knappen Materials sei eine Weiterentwicklung von Hypothesen zu gefestigtem Wissen schwierig. Ethnologisch, religionshistorisch und entwicklungspsychologisch stünden „animistische“ und andere ethnisch-religiöse Vorstellungen nicht am Anfang der Entwicklung, sondern seien jüngere und abgeleitete Phänomene. Bereits der Ethnologe Wilhelm Schmidt habe dies erkannt und stellte daher die Theorie auf, nach der es gerade umgekehrt sei: Am Anfang habe der Monotheismus gestanden, wie er im Judentum, Christentum und im Islam gelehrt wird. Daraus entwickelte sich ein Oligotheismus (Glaube an die wenige Götter), aus dem wiederum ein Polytheismus (Glaube an viele Götter) hervorging, der sich schließlich zu einem Animismus wandelte. In der einschlägigen Literatur ist dieser Ansatz als Degenerationshypothese bekannt. Jedoch auch diese Theorie wird heute von manchen Autoren als zu stark abstrahiert abgelehnt.
Auch von klerikaler Seite wurde die Animismustheorie kritisiert, da man in ihr einen Angriff auf den Ausschließlichkeitsanspruch der übernatürlichen christlichen Offenbarungslehre sah. Diese Kritik formulierte zunächst vor allem Andrew Lang, später besonders Wilhelm Schmidt mit seiner Theorie des Urmonotheismus.
Der Versuch, aus der Analyse rezenter Jäger-und-Sammler-Kulturen auf die Entwicklung früherer spiritueller Vorstellungen zurückzuschließen, ergibt eine hypothetische, aber fragwürdige Abfolge von Animismus als frühester Denkform, gefolgt vom Glauben an ein Weiterleben nach dem Tode, dann von Schamanismus und schließlich von Ahnenkult. Der Glaube an aktive Ahnengeister oder gar aktive Hochgötter sei jedoch bei „frühen Menschen“ nicht zu finden.

## Zeitgenössische Kritik am evolutionistischen Stufen-Modell spirituell-religiöser Systeme („Animismus“)
Edward B. Tylor steht für die Vorstellung eines evolutionären Verständnisses spiritueller und transzendenter Systeme in der Menschheitsgeschichte, die gewissermaßen im Animismus eine Vorstufe religiösem Denkens sah, welches sich dann in der weiteren Folge über die Stufen des religiösen Fetischismus, der Entwicklung eines Theismus (mit z. B. Monolatrie, Monotheismus, Polylatrie, Polytheismus) letztlich zur wissenschaftlich-aufgeklärten Rationalität hin bewegen würde.
Im Zuge einer Aufarbeitung wissenschaftlicher Theorien aus der Analyse von „kolonialistisch-eurozentristischen Hypothesen bzw. Standpunkten“, insbesondere des 19. Jahrhunderts, wurde auch der Begriff des „Animismus“ einer Revision unterzogen. Die Erkenntniszunahme in den Wissenschaften durch multi- und interdisziplinäre Forschung hat nicht nur das Verständnis und die Beschäftigung mit den Lebensweisen und Kenntnissen der indigenen Bevölkerung verbessert, sondern auch die immer noch vorherrschenden Ideologien und methodischen Praktiken in Frage gestellt.
Nurit Bird-David (1999) leitete mit ihren Arbeiten und empirischen Studien über den Animismus in rezenten Jäger-Sammler-Ethnien eine wissenschaftliche Kontroverse ein. In ihrer Feldforschung bei der Ethnie der Kattu Nayaka bemerkte Bird-David, dass deren animistisches Verständnis der Welt eine Art des Wissens und Seins in der Welt verkörpere, die als „relationale Erkenntnistheorie“, (englisch relational epistemology) bezeichnet werden könne. Diese Vorstellungswelt, so Bird-David, fördere ein „intimes Verständnis der Umwelt“, die die vielfältigen Aspekte von Jäger-Sammler-Kulturen prägen, wie z. B. eine Ökonomie des Wohlergehens (englisch affluent economies), das Teilen innerhalb der sozialen Gruppe, die Kommunikation mit Vorfahren, Heilpraktiken sowie Eltern-Kind-Beziehungen. Sie wird oft als eine der Initiatoren einer anthropologischen Neuinterpretation des Animismus angesehen. Für Graham Harvey ist die von Tyler stammende „alte animistische“ Definition problematisch, dennoch sei der Begriff „Animismus“ „von erheblichem Wert als kritischer, akademischer Begriff für einen religiösen und kulturellen Stil, der sich auf die Welt bezieht“.
Philippe Descola sieht in dem eurozentristisch geprägten Begriff des Naturalismus eher eine Ausnahme in Bezug auf das Verständnis der Wirklichkeit; „(…) In zahlreichen Gegenden des Planeten werden Menschen und Nichtmenschen nicht als Wesen aufgefasst, die sich in unvereinbaren Welten und nach getrennten Prinzipien entwickeln (…)“ So würden keine ontologisch scharfen Differenzierungen zwischen den Menschen einerseits und den sie umgebenden Tier- und Pflanzenspezies getroffen werden. Sie lebten alle in einer großen, „kontinuierlichen allbeseelten Welt“, die von einem uniformen Prinzip durchdrungen sei.
Eduardo Viveiros de Castro (2012) zeigte in seinen empirischen Untersuchungen, dass die zentralen Annahmen der indigenen Ethnien in Südamerika, den Kosmologien, der am Amazonas lebenden indigenen Völker eine exakte Umkehrung, der in der „westlichen Welt“ vorherrschenden Deutung der Wirklichkeit sei. Während im „eurozentrischen“ Verständnis davon ausgegangen wird, dass Menschen sich von den Nichtmenschen in der Kultur unterscheiden, aber materiell-biologisch den Körper mit ihnen gemeinsam haben, sehen die Menschen in den indigenen Ethnien dies diametral anders. Die Nichtmenschen teilen sich mit den Menschen ihre Existenz als Kulturwesen, sie unterscheiden sich aber durch ihre Körperlichkeit, den Affekten und Sichtweisen auf die Wirklichkeit.

## Präanimismus
Die Kritik an den Animismustheorien (im Sinne einer „Urreligion“) durch die Philosophie, Teile der Religionswissenschaften und der Ethnographie führte auch zur Formulierung präanimistischer Auffassungen, also der Annahme einer magischen Kraft (bei J. Frazer, 1890), einer unpersönlichen Kraft (bei J. Hewitt, 1902), eines Glaubens des „primitiven“ Menschen an die Beseeltheit der gesamten Natur (bei Wladimir Germanowitsch Bogoras, 1904), die erst vorhanden gewesen sein müsse, um die vom Animismus skizzierte Entwicklung der religiösen Vorstellungen auszulösen und zu ermöglichen. Obwohl diese Kritik keine eigene weitergehende Antwort auf die Frage nach der Entstehung der religiösen Vorstellung gab, wurden doch dabei auch Emotionen, Affekte, unbewusste Impulse mit in die Betrachtung einbezogen, soweit sie zu Gewohnheiten und rituellen Handlungen geworden waren und obwohl ihnen erst viel später eine religiöse Deutung unterlegt wurde.
Vertreten wurde diese Auffassung vor allem von K. Preuss (1904), A. Vierkandt (1907) und R. Marett (1899), der den Begriff Präanimismus prägte, ferner von Ernst Cassirer und Rudolf Otto, der bereits 1910 die Wundtsche Version des Animismus einer prinzipiellen Kritik unterzogen hatte.
Auch diese Theorien gelten heute vielen Autoren als obsolet. Andere dagegen urteilen differenzierter und beziehen nur gegen eine starre evolutionäre Einordnung des Phänomens Stellung.

## Animismus als Synonym für ethnische Religion
„Animismus ist keine ‚Religion‘, keine ‚Kirche‘, keine ‚Sekte‘, keine ‚Bewegung‘. Es ist Richtung, eine Tendenz, ein Aufzeigen, ein Gefühl, und das ist gut so, denn sobald eine ‚Religion‘ einen Namen, eine Struktur, ein festes Glaubensbekenntnis hat, ist sie wahrscheinlich gar keine Religion mehr.“

Heute wird der Begriff Animismus umgangssprachlich und vor allem in Zusammenhang mit theologischen Schriften häufig als synonyme Bezeichnung für die schriftlosen ethnischen Religionen verwendet. Die meisten Autoren, die den Begriff in dieser Weise verwenden, weisen jedoch Tylors Animismustheorie zurück. In den meisten Fällen stellen sie ihren Arbeiten daher eine eigene Definition ihres Animismus voran. So etwa der evangelische Theologe Rainer Neu oder der evangelikale Religionsethnologe Lothar Käser.
Weltlich orientierte Ethnologen hingegen sehen auch diese Verwendung kritisch, da Animismus nur ein Teilaspekt ethnischer (und anderer) Religionen ist und eine Verallgemeinerung zu Missverständnissen führen würde. Zudem stelle sich der Animismus gleichermaßen als religiöser Aspekt wie als Regelwerk des Aufbaus der Soziokultur und auch als mythische Welterklärung in jeder Kultur anders dar. Überdies könne er durch den Bezug zur überholten Animismustheorie als Relikt evolutionistischer Sichtweisen aufgefasst werden. Eine „-ismus-Bildung“ kann daher zur falschen Assoziation einer tatsächlich nicht vorhandenen Einheitlichkeit führen.
Für die ethnischen Religionen nord- und zentralasiatischer Völker wird der Begriff noch recht häufig verwendet (etwa Sibirischer Animismus).

## Animismus in der Entwicklungspsychologie
Jean Piaget übernahm den Begriff Animismus aus der Ethnologie zur Klassifizierung einer kindlichen Geisteshaltung, die sich grundlegend vom Egozentrismus ableitet. Die Übernahme ist gut begründet. Auch viele Kinder besitzen ein implizites Weltverständnis solcher Art, dass sie die Welt mit Seele, Intentionen und Bewusstsein ausgestattet sehen. Kinder in der animistischen Phase nehmen an, dass alles, was in der Welt geschieht, aufgrund moralischer Prinzipien geschieht. Kausal-physikalische Zusammenhänge werden zu großen Teilen ausgeblendet; nicht weil das Kind sie nicht akzeptieren will, sondern es kognitiv nicht in der Lage ist, seine psychische Identität von der Außenwelt zu trennen.
Die neuere Entwicklungspsychologie hat gezeigt, dass Beseelung bzw. Beseeltheit ein primäres Erlebnis der kindlichen Psyche ist, wohingegen die Abstraktion „toter“ Dinge von „lebendigen“ erst eine Leistung des herangewachsenen Menschen auf Grund des Lernens ist. Diese Entdeckung steht im Widerspruch zu Wilhelm Wundts psychologischer Begründung des Animismus, nicht das Kind, sondern der Erwachsene sei „Animist“.